# Catalogue of rotational velocities of the stars
Le Catalogue of rotational velocities of the stars (Catalogue de vitesses de rotation stellaires) est un catalogue d'étoiles qui liste les vitesses de rotation stellaires projetées, publié en 1982 par Akira Uesugi et Ichiro Fukuda.

## Versions téléchargeables du catalogue
- « Source standard - Catalogue de Uesugi & Fukuda, publié en 1982, 6472 objets »(Archive.org • Wikiwix • Archive.is • Google • Que faire ?), août 2017
- Ancienne source - Catalogue de Bernacca & Perinotto, publié en 1973, 3099 objets
- Nouvelle source - Catalogue de Glebocki & al., publié en 2000, 17490 objets